# The Pushcart Peddlers
The Pushcart Peddlers ist ein Theaterstück des US-amerikanischen Autors Murray Schisgal. Der ungefähr 50 Minuten lange Einakter, der sich der Stilrichtung des absurden Theaters zuordnen lässt, entstand 1979. Das Kernthema des Werkes ist der so genannte American Dream, der anhand des Aufeinandertreffens zweier Einwanderer in die Vereinigten Staaten als bloße kapitalistische Hülle enttarnt wird, sowie die Parodie des alten Vorurteils vom findig-linkischen jüdischen Kaufmann. Der Handlungszeitraum erstreckt sich über wenige Stunden an einem einzigen Tag – einem Mittwoch – und Handlungsort ist das Hafengebiet von New York City als Hauptziel der großen Auswanderungswelle aus Europa.

## Inhalt
Das Stück beginnt mit dem Aufeinandertreffen von Shimmel Shitzman, einem ehemaligen Klempner und Schreiner, und Cornelius J. Hollingsworth III. vor einem Zollhaus am Hafen von New York City. Shitzman ist soeben mit dem Schiff angekommen, sein Gesprächspartner einen Tag zuvor. Hollingsworth, ein ehemaliger Schuhmacher, arbeitet mit einem Handwagen (en.: pushcart) als Bananenverkäufer und gibt im Verlaufe des Stücks mehrmals an, sehr im Stress zu sein, weil das Geschäft so gut laufe. Tatsächlich hat er aber nicht einen einzigen Kunden. Schnell stellen beide fest, dass sie aus den benachbarten Gouvernements Kovno-Vilna (Shitzman) und Minsk-Pinsk (Hollingsworth) stammen. Offenbar handelt es sich bei ihren Herkunftsorten um jüdische Schtetl in Osteuropa.
Als erste Tat in den Vereinigten Staaten empfiehlt Hollingsworth die Änderung des Namens, da man sich einen amerikanischen Namen zulegen müsse, um nicht ausgelacht und verspottet zu werden. Er selbst hieß ursprünglich Elias Crapavarnishkes und rät Shitzman nun zum käuflichen Erwerb eines Namens. Dieser bewundert Hollingsworth für dessen offensichtliches unternehmerisches Talent und dessen Erfolg in nur 24 Stunden und möchte ihm nacheifern, weigert sich aber zwecks Wahrung der Familienehre, seinen Namen aufzugeben. Stattdessen kauft er ihm für 43,25 US-Dollar (sein gesamtes Vermögen) und einen überlassenen Bananenstrauch den Handwagen mit Ware ab, um seinerseits in das Bananengeschäft einzusteigen. Es ergeben sich allerdings Probleme, als Hollingsworth unmittelbar darauf mit einem baugleichen Modell direkt nebenan ebenfalls wieder die Arbeit aufnimmt. Beide treten in einen kurzen Marktschreierwettbewerb, sind sich allerdings der Konsequenzen ihrer Situation – der Wettbewerb wird sie zwingen, die Preise zu senken, und möglicherweise könnten sie bankrottgehen – bewusst und einigen sich schließlich auf eine Partnerschaft. In dieser erhält Hollingsworth wegen seines „Erfahrungsvorsprungs“ 60 Prozent der Umsätze und Shitzman 40.

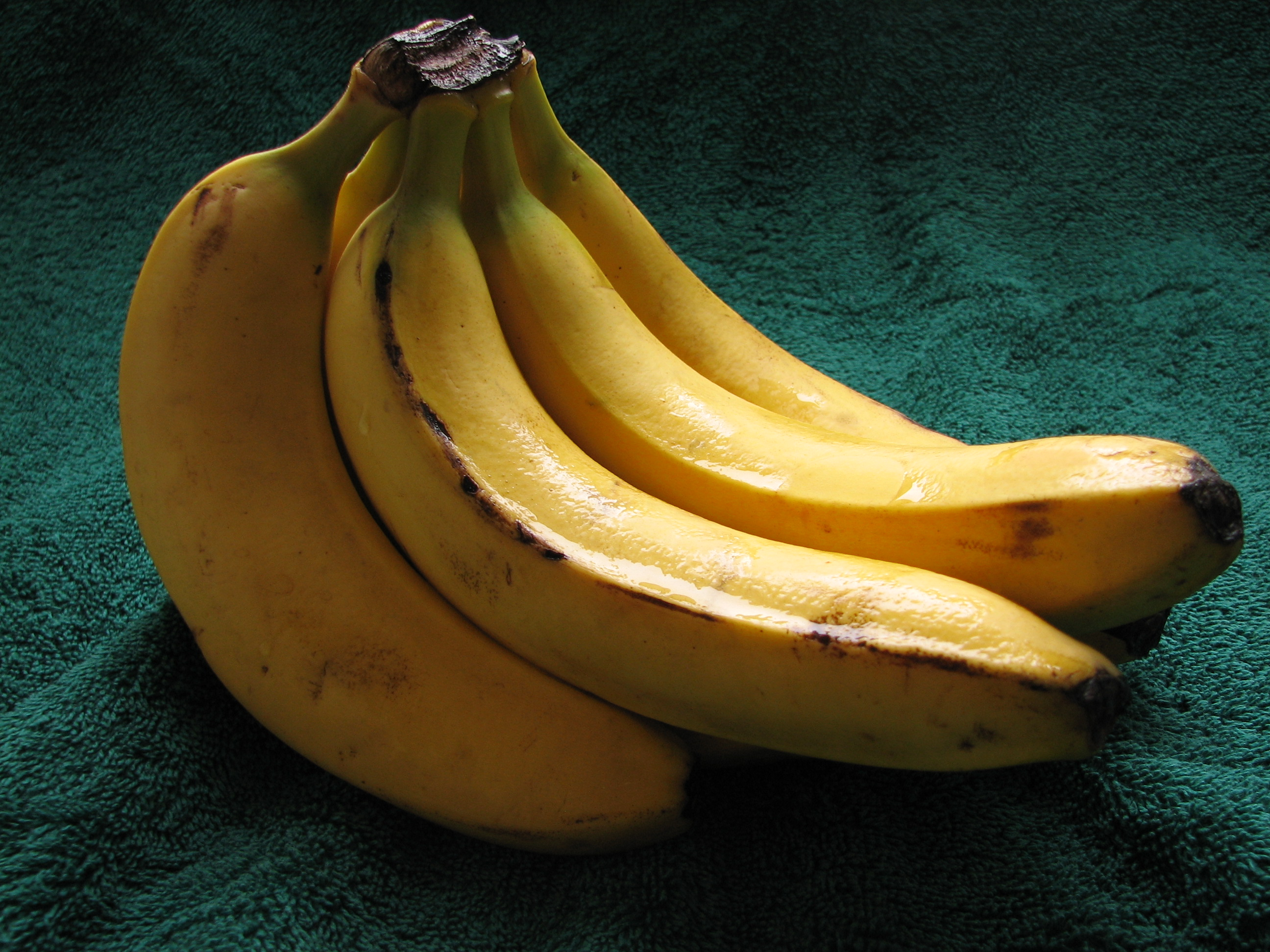
„Do you know what they call a bunch of bananas in this country? Goldfingers.“

Nach der Besiegelung der Vereinbarung taucht Maggie Cutwell auf, eine Blumenverkäuferin im Nebenerwerb, von der Hollingsworth zunächst behauptet, sie sei blind („All the flower girls are blind in this country“), was sich aber schon bald als unwahr herausstellt. Sie selbst ist von ihrem gesanglichen Talent überzeugt und arbeitet als Schauspielerin, Spitzen- und Stepptänzerin sowie Barsängerin, allerdings ohne großen Erfolg. Shitzman ist sofort von ihr fasziniert und will ihr eine – auf Kredit von Hollingsworth gekaufte – Banane schenken. Cutwell lehnt diese jedoch brüsk ab und tritt Shitzman gegenüber äußerst vulgär auf; zudem macht sie sich über seinen Namen lustig. Hollingsworth dagegen erscheint ihr wie ein Gentleman. Sie nimmt die ihr von ihm dargebotene gleiche Banane dankend an und ist fasziniert von dessen vorgetragenen Ideen, in Bälde in Aktien zu investieren und in das Showgeschäft, speziell die Musicalproduktion, einzusteigen. Sie bittet ihn um Berücksichtigung ihrer Person bei seinem Stück. Hollingsworth erklärt sich einverstanden und schickt sie zum Umziehen und zur Vorbereitung eines Vorsingens zunächst nach Hause.
In der Zeit ihrer Abwesenheit bittet Hollingsworth Shitzman, die Frau von ihm abzuhalten, da er sich auf Grund einer Ehe, dreier Kinder und einer Affäre keine weiteren amourösen Verbindungen leisten könnte. Zudem erklärt sich der Neuankömmling nun bereit, seinen Namen zu ändern, und kauft gegen einen Schuldschein zu fünf US-Dollar von Hollingsworth den Namen Samuel P. Stone. Wenig später tritt Cutwell erneut in Erscheinung und Hollingsworth stellt ihr Stone nun als völlig neuen Menschen vor. Sie singt und tanzt vor, wobei ihr Talent nicht bemerkenswert ist. Im Anschluss ergreift Stone die Initiative und zeigt sich überschwänglich begeistert angesichts des Auftritts und verspricht Cutwell eine große Zukunft an seiner Seite, der er in nächster Zukunft Produzent werden möchte, spricht sich allerdings gegen Intimitäten aus. Er verabredet sich für den Abend mit ihr in ihrer Wohnung, um den Vertrag zu unterzeichnen.
Im Anschluss an den Abtritt Cutwells eröffnet Stone Hollingsworth, sich in das Blumenmädchen verliebt zu haben. Hollingsworth ist erstaunt von der Wandlung und der Euphorie seines Geschäftspartners, die er in diesem Maße nicht erwartet hatte.
Nachdem sich beide daraufhin auf Kisten vor dem Handwagen setzen und in die Zeitung blicken, endet das Stück mit der einfachen Begrüßung Hollingsworths an Stone: „Welcome to America.“

## Veröffentlichungen
- Murray Schisgal: The Pushcart Peddlers, The Flautist, and Other Plays. Dramatist’s Play Service, New York City 1979, ISBN 0-8222-0923-3.
- Stanley Richards: The Best short plays. Chilton Company, Radnor, 1981, ISBN 0-8019-6970-0.
- Stephen W. Souris: Great American One-act Plays. Ernst Klett Verlag, Stuttgart, 2008, ISBN 978-3-12-578218-1.